# Tours-en-Vimeu
Tours-en-Vimeu (picardisch: Tour-in-Vimeu) ist eine nordfranzösische Gemeinde mit 805 Einwohnern (Stand 1. Januar 2022) im Département Somme in der Region Hauts-de-France. Die Gemeinde liegt im Arrondissement Abbeville und ist Teil der Communauté de communes du Vimeu und des Kantons Abbeville-2.

## Geographie
Die Gemeinde auf der Hochfläche des Vimeu erstreckt sich im Südosten bis zur Autoroute A28. Sie  umfasst die Ortsteile Houdent, Corroy, Hamicourt und Longuemort. Das Gemeindegebiet gehört zum Regionalen Naturpark Baie de Somme Picardie Maritime.

## Geschichte
In der Mitte des 18. Jahrhunderts wurde auf Gemeindegebiet eine Büste der Kybele gefunden. Weitere Grabungen legten ein Fanum frei.

## Einwohner
| 1962 | 1968 | 1975 | 1982 | 1990 | 1999 | 2006 | 2011 |
| ---- | ---- | ---- | ---- | ---- | ---- | ---- | ---- |
| 692  | 660  | 594  | 622  | 736  | 722  | 850  | 876  |

## Verwaltung
Bürgermeister (maire) ist seit 2010 Olivier Blondel.

## Sehenswürdigkeiten

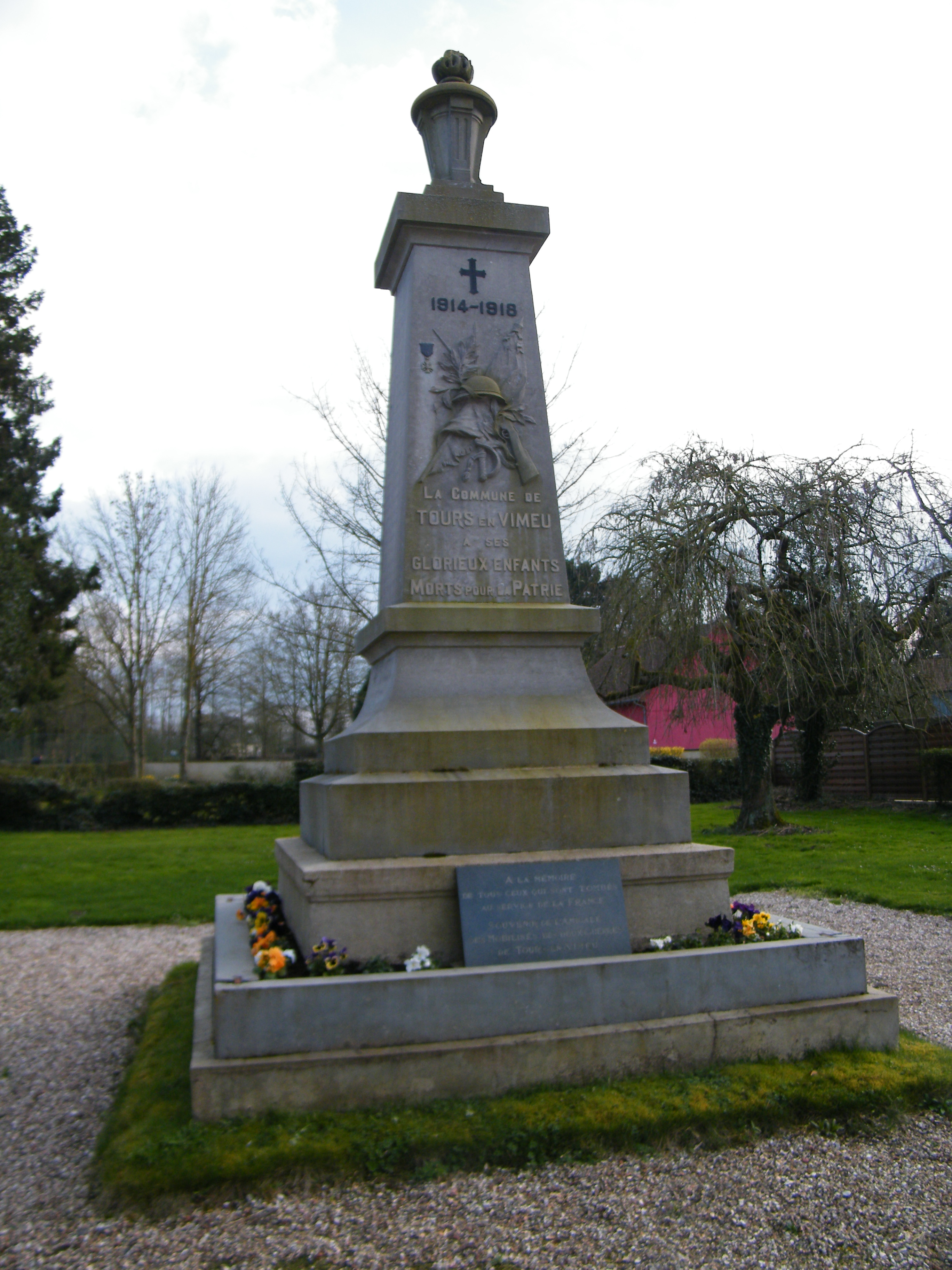
Kriegerdenkmal

- Kirche Saint-Maxent
- Kriegerdenkmal